# 黎朝

黎朝
家黎
Nhà Lê

黎聖宗の頃の黎朝。青色の部分はチャンパ王国。

黎朝（れいちょう、レちょう、ベトナム語：Nhà Lê / 家黎、1428年 - 1527年、1532年 - 1789年）は、黎利（レ・ロイ、ベトナム語: Lê Lợi）によって建てられたベトナムの王朝である。
ベトナム史において「黎朝」が2度存在したため、10世紀に黎桓の建てた王朝を前黎朝（ベトナム語：Nhà Tiền Lê / 家前黎）とし、こちらを後黎朝（ベトナム語：Nhà Hậu Lê / 家後黎）と呼んで区別することがあるが、一般的に「黎朝」といえば29年しか続かなかった前黎朝でなく、前期後期あわせて250年を超える後黎朝を指す。また、莫氏（ベトナム語：Nhà Mạc / 家莫）の簒奪による一時断絶を境に前期（初黎朝、ベトナム語：Nhà Lê sơ / 家黎初）と後期（中興黎朝 、ベトナム語：Nhà Lê trung hưng / 家黎中興）に分ける。

## 後黎朝前期
15世紀初頭に明はベトナムを支配下に置いていたが（第四次北属期、1407年 - 1427年）、これに対し、清化地方丘陵部の小首長黎利（ムオン族との説もある）が挙兵した。長期のゲリラ戦を経て明の勢力を国外へ放逐し、1428年に現在のハノイで皇帝に即位。国号を「大越」とした（ただし李朝、陳朝、胡朝と、ベトナムで歴代使われてきた国号を同じように使用したに過ぎない）。
黎利は皇族を冷遇して皇帝独裁体制を築こうとした。しかし彼の死後、政権の中枢は黎利とともに対明戦に従事した開国功臣（ほとんどが清化出身）によって占められた。開国功臣は歴代皇帝や彼ら相互に婚姻関係を結び、地方に多くの領地を有する軍事貴族として政権を主導した。前期黎朝の歴史は開国功臣（とその子孫）間の権力闘争が帝位継承争いと結びつく形で推移した。内政面では国内を五道に分け、その下を府県社に分割し地方行政制度を整備すると共に、国子監などの教育面の充実とそれに伴う官吏養成制度を定め、土地台帳や戸籍を整備し公田分配の制度を定めるなど、建国初期の諸政策を実行している。
1434年に黎利が崩御すると、その次男の太宗が即位した。即位時に僅か11歳ということもあり、当初黎察という人物が摂政に当たっていたが、成人するとこれを退け親政を開始した。また太宗の時代より科挙の制度を確立し、1442年にははじめての進士合格者を登用している。
1443年に仁宗が僅か2歳で即位すると、このころより黎朝とチャンパ王国（占城）との紛争が続いた。チャンパとの戦いの中でチャンパ王マハー・ヴィジャヤを捕虜にするなど、軍事的にも充実した時期を迎えた。しかし生母の楊氏が太宗の寵愛を失い即位できなかったことを恨んだ黎宜民（仁宗の異母兄）が、1459年に宮城に侵入、仁宗とその生母の黎氏を殺害して自ら帝位に即くという事件が発生した。ここに黎朝朝廷に混乱が生じたが、1460年には阮熾や丁列などの勢力が黎宜民を廃し、太宗の四男の聖宗を擁立している。
聖宗の時代は明との友好関係が維持されたのに対し、チャンパとの対立が深まった時代である。1470年にチャンパ第15王朝第2代王であるバンラチャトアンが化州に侵攻、これに対し聖宗は25万の軍勢による親征を実施（en:1471 Vietnamese invasion of Champa）、チャンパの首都であるヴィジャヤを攻略、バンラチャトアンを捕虜にし、チャンパ王朝を隷属させることに成功している。この他ラオスに存在したラーンサーンの攻略も行いその他律令制度の整備などによって繁栄を迎えた。聖宗は抗争で疲弊した開国功臣勢力と自らが取り立てた科挙官僚群とのバランスの上に立って主導権を回復・維持した。しかしその繁栄も続かず、次代の憲宗が早世し、その子である粛宗・威穆帝が相次いで即位したが、国勢は衰微へと辿り続けた。
特に威穆帝の暴虐ぶりは明使である許天錫から「鬼王」と記録されるほどであり、この事態に1509年、従弟の黎晭を中心とするクーデターが発生し、黎晭は襄翼帝として即位した。しかし襄翼帝も即位後は享楽にふけり、宗室を殺害するなどの暴虐を尽くしたことから反乱が続発、1516年に殺害され、続いて昭宗が即位することとなった。
この時期になると朝廷内の権臣が私兵を以て抗争を繰り広げるようになった。この状況下、昭宗が海陽出身の武人の莫登庸（マク・ダン・ズン、Mạc Đăng Dung）に朝廷軍の指揮を委ねると、莫登庸の専横が強まり、その専横に身の危険を感じた昭宗は宮城を脱出、西京（清化）の鄭綏の下に身を寄せた。
莫登庸は昭宗追跡の軍勢を差し向けると同時に、昭宗の弟の恭皇を擁立した。こうして恭皇を推す莫登庸と、昭宗を推す鄭綏の間での抗争となった。この抗争は莫登庸が有利に戦いを進め、1525年には昭宗を軟禁して1527年にこれを殺害するとともに、恭皇に禅譲を迫り、ここに黎朝は滅亡した。

## 後黎朝後期
莫登庸により黎朝は滅亡したが、黎朝の旧臣であった阮淦は1532年に黎寧（荘宗）を擁立して反莫運動を展開、翌年には黎寧を皇帝に即位させ黎朝の再興を唱えた。武力による莫朝との対立以外にも、明朝へ鄭惟憭を遣使し、黎寧のベトナムにおける正統性の承認を求めるとともに、簒奪者である莫登庸への問罪を求めている。
後期黎朝の実権は阮淦が掌握していたが、莫朝の降臣に暗殺され、娘婿の鄭検が跡を継いだ。これ以降、黎朝の実権を掌握する鄭氏と莫氏との間で内戦が続いた。1592年、鄭検の子である鄭松が実権を掌握すると間もなく、ハノイを奪取した鄭松は莫朝の君主である莫茂洽を殺害、ここに黎朝の再興（後期黎朝）が実現した。
しかし後期黎朝は黎氏の帝位こそ回復したものの、その実権は鄭氏の手中にあり、黎朝の皇帝は鄭氏の傀儡と化した。莫黎戦争を通じて黎朝は完全に鄭松により掌握された。1599年には英宗を殺害し、その第5子である世宗を擁立して自らは平安王となり、世宗が死去すると敬宗を擁立するも、1619年にはこれを殺害し神宗を擁立している。また鄭松の後継者である鄭梉は南明から副王に封じられ、またその子の鄭柞は西王を自称するなど、北部東京（東都、現ハノイ）を拠点として実質的な統治者となっていた。
鄭氏が莫朝と死闘を繰り広げる間、阮淦の子の阮潢は鄭検から身を守るため、当時辺境だった順化（現クアンビン省～トゥアティエン・フエ省）・広南（現クアンナム省・ダナン以南）の地方長官として赴任した。以降、富春（現フエ）を拠点に現在の中部ベトナムで地歩を固めて半独立政権（広南国）を作り上げたが、1592年に鄭氏がハノイを攻略した後には一門を率いて北上、莫氏残党鎮圧に活躍するなど、鄭氏と表だって対立することはなかった。阮潢が没し、その子の阮福源の代になると、鄭氏と広南阮氏との関係は急速に悪化した。17世紀を通じて両者は7度にわたって激突した（鄭阮戦争）が、決着を見ることなく休戦状態に入った。
1771年に南方を支配していた阮氏に対する西山の乱が発生、阮氏勢力が滅ぼされると、黎帝の実権回復を唱えるその軍は、一族内の内訌により政情が動揺していた鄭氏討伐に向かい、1786年に鄭氏勢力を滅亡させた。なおもハノイで虚位を保持していた昭統帝は1788年、西山朝の影響力を排除しようと、清朝の援軍を得て反撃に出たが、阮恵率いる軍にドンダーの戦いで敗れて清に亡命、これにより黎朝は滅亡した。

## 黎朝の皇帝

### 前期
| 代数 | 帝号                  | 廟号               | 諱                                      | 在位                          |
| ---- | --------------------- | ------------------ | --------------------------------------- | ----------------------------- |
| 1    | 高皇帝 Cao hoàng đế   | 太祖（Thái Tổ）    | 黎利（Lê Lợi）                          | 1428年 - 1433年               |
| 2    | 文皇帝 Văn hoàng đế   | 太宗（Thái Tông）  | 黎元龍（Lê Nguyên Long）                | 1434年 - 1443年               |
| 3    | 宣皇帝 Tuyên hoàng đế | 仁宗（Nhân Tông）  | 黎邦基（Lê Bang Cơ）                    | 1443年 - 1459年               |
|      | 前廃帝                |                    | 黎宜民（Lê Nghi Dân）                   | 1459年 - 1460年               |
| 4    | 淳皇帝 Thuần hoàng đế | 聖宗（Thánh Tông） | 黎思誠（Lê Tư Thành）                   | 1460年 - 1497年               |
| 5    | 睿皇帝 Duệ hoàng đế   | 憲宗（Hiến Tông）  | 黎暉（Lê Huy）                          | 1498年 - 1504年               |
| 6    | 欽皇帝 Khâm hoàng đế  | 粛宗（Túc Tông）   | 黎敬甫（Lê Kính Phủ）、黎㵮（Lê Thuần） | 1504年 - 1505年               |
| 7    | 威穆帝 Uy Mục đế      |                    | 黎誼（Lê Nghị）、黎濬（Lê Tuấn）        | 1505年 - 1510年（旧暦1509年） |
| 8    | 襄翼帝 Tương Dực đế   |                    | 黎晭（Lê Trừu）、黎瀠（Lê Oanh）        | 1510年 - 1516年               |
|      | 中廃帝                |                    | 黎光治（Lê Quang Trị）                  | 1516年                        |
| 9    | 神皇帝 Thần hoàng đế  | 昭宗（Chiêu Tông） | 黎椅（Lê Y）、黎譓（Lê Huy）            | 1516年 - 1522年               |
| 10   | 恭皇帝 Cung hoàng đế  |                    | 黎椿（Lê Xuân）、黎藘（Lê Lự）          | 1522年 - 1527年               |

### 後期
| 帝号                                       | 廟号               | 諱                                        | 在位            |
| ------------------------------------------ | ------------------ | ----------------------------------------- | --------------- |
| 裕皇帝 Dụ hoàng đế                         | 荘宗（Trang Tông） | 黎寧（Lê Ninh）                           | 1533年 - 1548年 |
| 武皇帝 Vũ hoàng đế                         | 中宗（Trung Tông） | 黎暄（Lê Huyên）                          | 1548年 - 1556年 |
| 峻皇帝 Tuấn hoàng đế                       | 英宗（Anh Tông）   | 黎維邦（Lê Duy Bang）                     | 1556年 - 1573年 |
| 毅皇帝 Nghị hoàng đế                       | 世宗（Thế Tông）   | 黎維潭（Lê Duy Đàm）                      | 1573年 - 1599年 |
| 恵皇帝 Huệ hoàng đế                        | 敬宗（Kính Tông）  | 黎維新（Lê Duy Tân）                      | 1600年 - 1619年 |
| 淵皇帝 Uyên hoàng đế                       | 神宗（Thần Tông）  | 黎維祺（Lê Duy Kỳ）                       | 1619年 - 1643年 |
| 順皇帝 Thuận hoàng đế                      | 真宗（Chân Tông）  | 黎維祐（Lê Duy Hựu）                      | 1643年 - 1649年 |
| 淵皇帝 ※重祚 Uyên hoàng đế                 | 神宗（Thần Tông）  | 黎維祺（Lê Duy Kỳ）                       | 1649年 - 1662年 |
| 穆皇帝 Mục hoàng đế                        | 玄宗（Huyền Tông） | 黎維禑（Lê Duy Vũ）                       | 1663年 - 1671年 |
| 美皇帝 Mỹ hoàng đế                         | 嘉宗（Gia Tông）   | 黎維禬（Lê Duy Cối）                      | 1672年 - 1675年 |
| 章皇帝 Chương hoàng đế                     | 熙宗（Hy Tông）    | 黎維祫（Lê Duy Cáp）                      | 1675年 - 1705年 |
| 和皇帝 Hòa hoàng đế                        | 裕宗（Dụ Tông）    | 黎維禟（Lê Duy Đường）                    | 1706年 - 1729年 |
| 後廃帝                                     |                    | 黎維祊（Lê Duy Phường）                   | 1729年 - 1732年 |
| 簡皇帝 Giản hoàng đế                       | 純宗（Thuần Tông） | 黎維祥（Lê Duy Tường）                    | 1732年 - 1735年 |
| 徽皇帝 Huy hoàng đế                        | 懿宗（Ý Tông）     | 黎維祳（Lê Duy Thận）                     | 1735年 - 1740年 |
| 永皇帝 Vĩnh hoàng đế                       | 顕宗（Hiển Tông）  | 黎維祧（Lê Duy Diêu）                     | 1740年 - 1786年 |
| 愍皇帝、昭統帝 Mẫn hoàng đế Chiêu Thống đế |                    | 黎維祁（Lê Duy Kỳ）、黎維（Lê Duy Khiêm） | 1786年 - 1788年 |

## 後黎朝の年号

### 前期
1. 順天 1428年 - 1433年
2. 紹平 1434年 - 1439年
3. 大宝 1440年 - 1442年
4. 大和 1443年 - 1453年
5. 延寧 1454年 - 1459年
6. 天興（天与） 1459年 - 1460年
7. 光順 1460年 - 1469年
8. 洪徳 1470年 - 1497年
9. 景統 1498年 - 1504年
10. 泰貞 1504年
11. 端慶 1505年 - 1509年
12. 洪順 1509年 - 1516年
13. 光紹 1516年 - 1522年
14. 統元 1522年 - 1527年

### 後期
1. 元和 1533年 - 1548年
2. 順平 1549年 - 1556年
3. 天佑 1557年
4. 正治 1558年 - 1571年
5. 洪福 1572年
6. 嘉泰 1573年 - 1577年
7. 光興 1578年 - 1599年
8. 慎徳 1600年
9. 弘定 1600年 - 1619年
10. 永祚 1619年 - 1629年
11. 徳隆 1629年 - 1635年
12. 陽和 1635年 - 1643年
13. 福泰 1643年 - 1649年
14. 慶徳 1649年 - 1653年
15. 盛徳 1653年 - 1658年
16. 永寿 1658年 - 1662年
17. 万慶 1662年
18. 景治 1663年 - 1671年
19. 陽徳 1672年 - 1674年
20. 徳元 1674年 - 1675年
21. 永治 1676年 - 1680年
22. 正和 1680年 - 1705年
23. 永盛 1705年 - 1720年
24. 保泰 1720年 - 1729年
25. 永慶 1729年 - 1732年
26. 龍徳 1732年 - 1735年
27. 永佑 1735年 - 1740年
28. 景興 1740年 - 1786年
29. 昭統 1787年 - 1789年

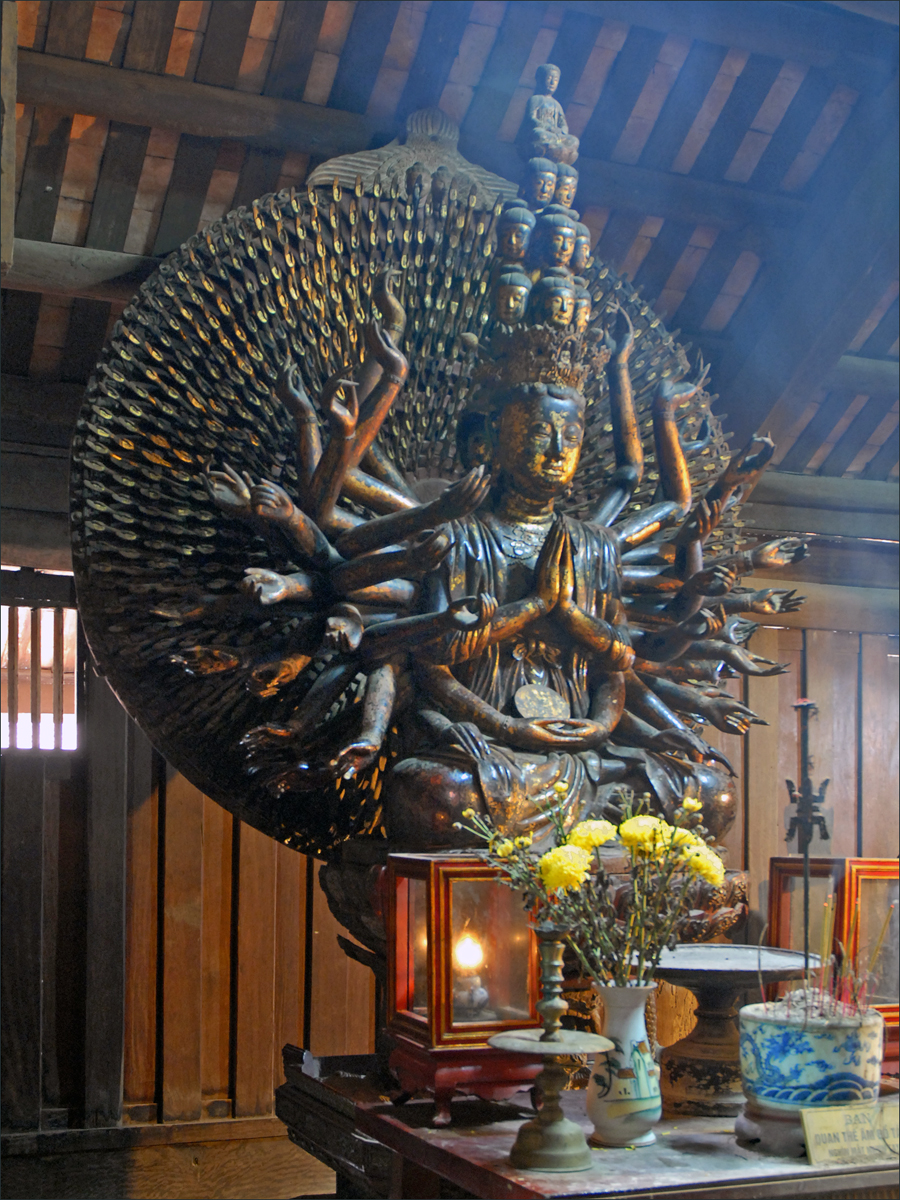
観音菩薩の像。朱と金の木製、黎朝1656年（丙申）秋修復。バクニン省寧福寺（vi:Chùa Bút Tháp）のもの。
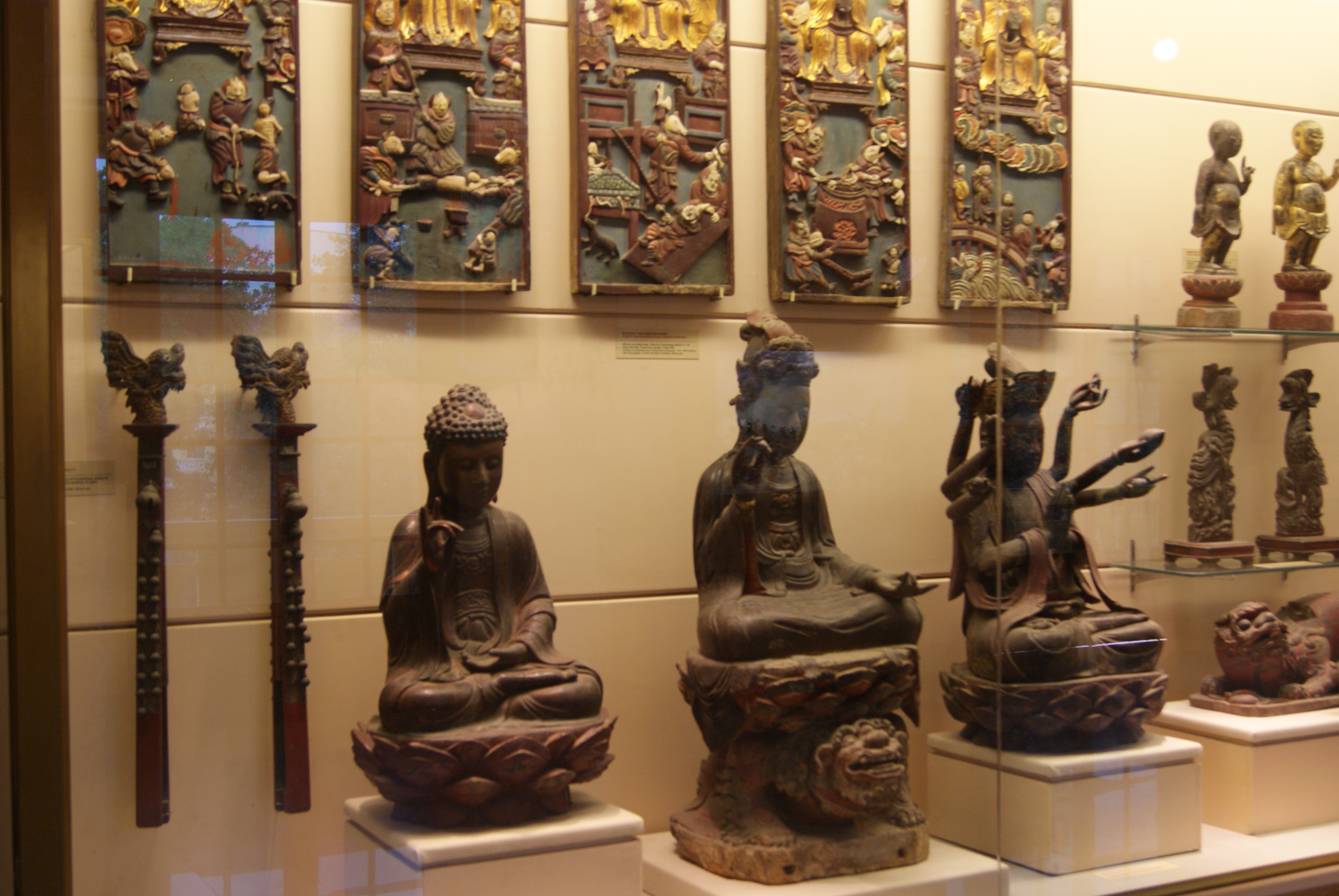
17世紀の木製芸術の一部
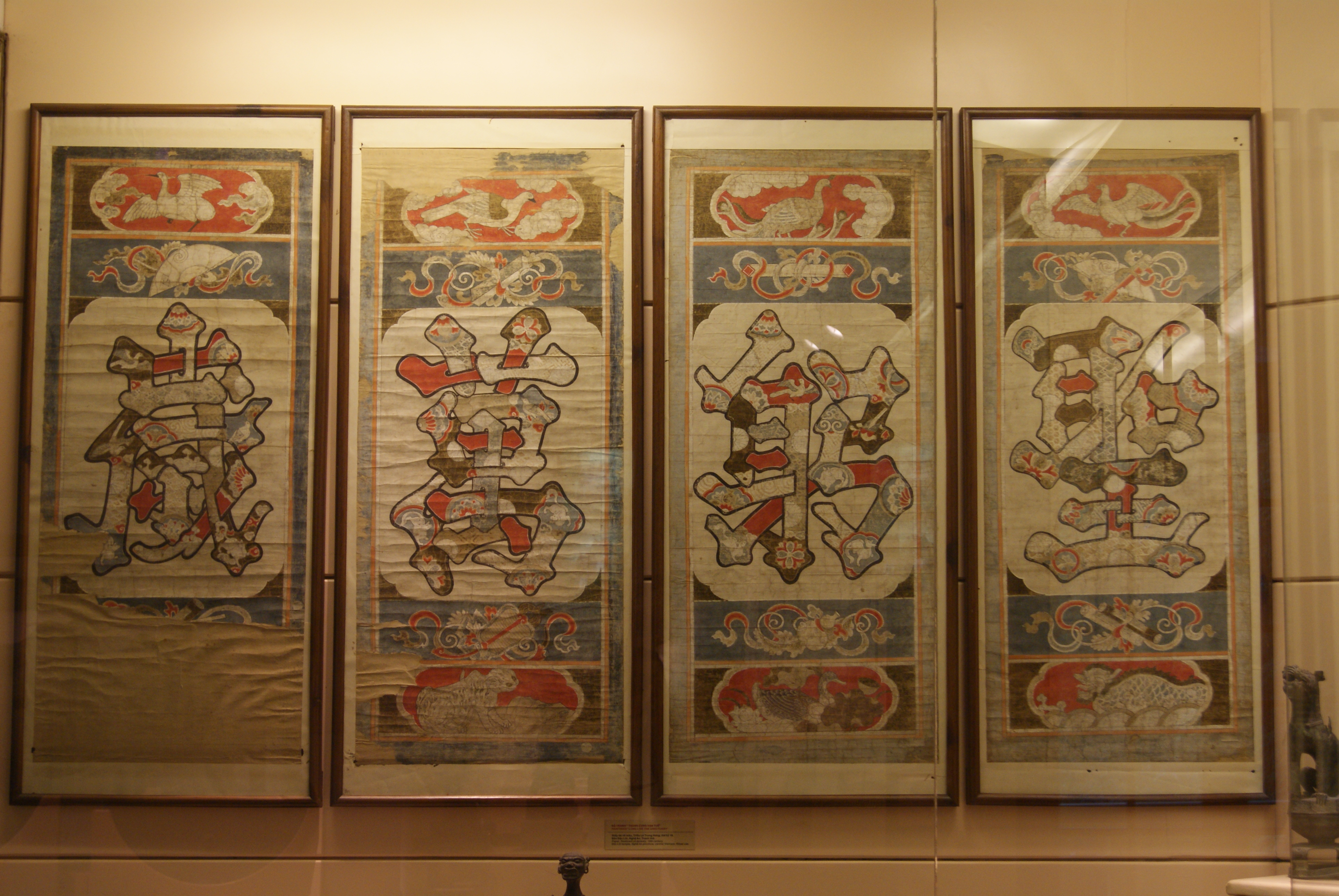
「聖躬萬歳」。木製、18世紀ゲアン省。
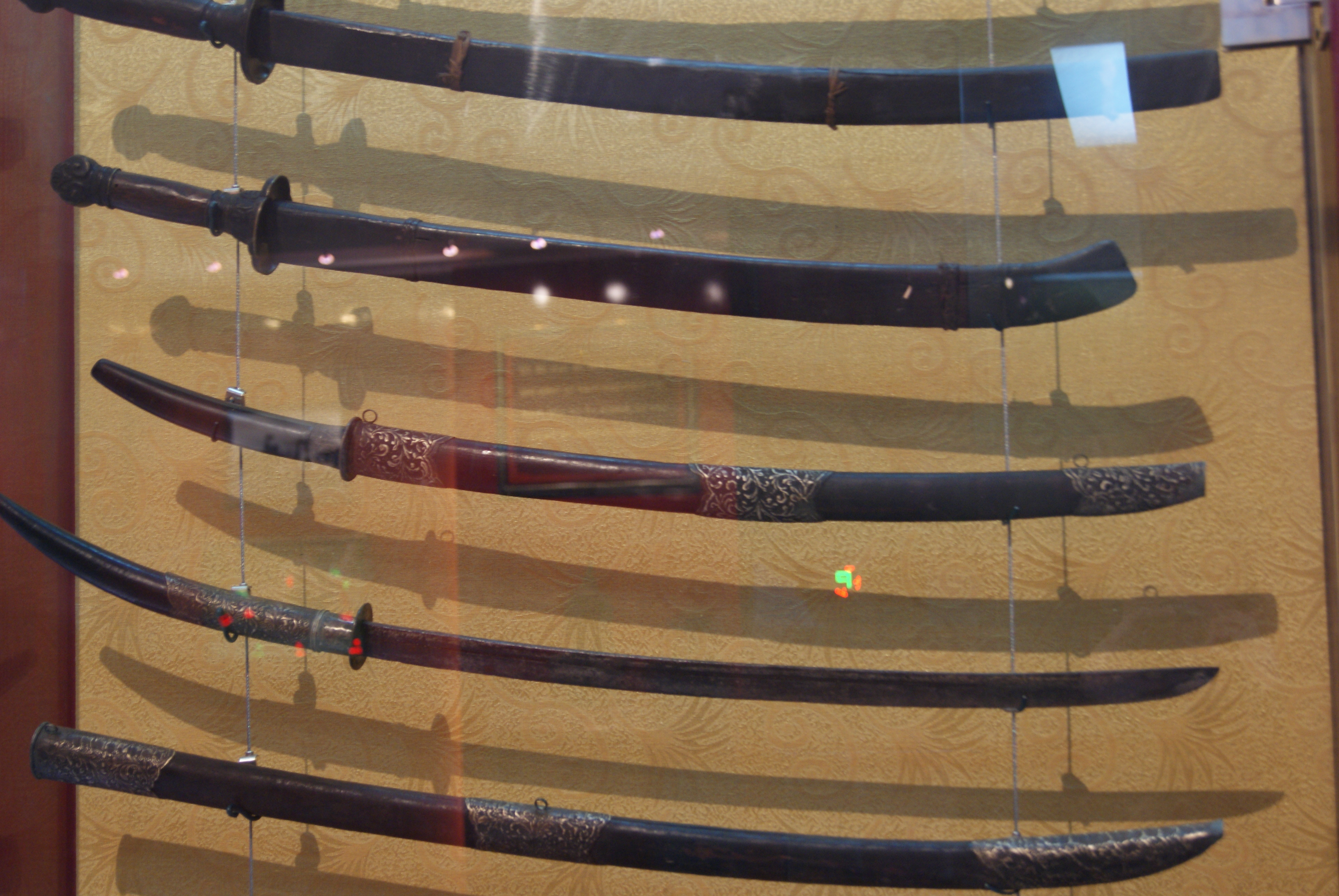
剣。ベトナム北部、18世紀
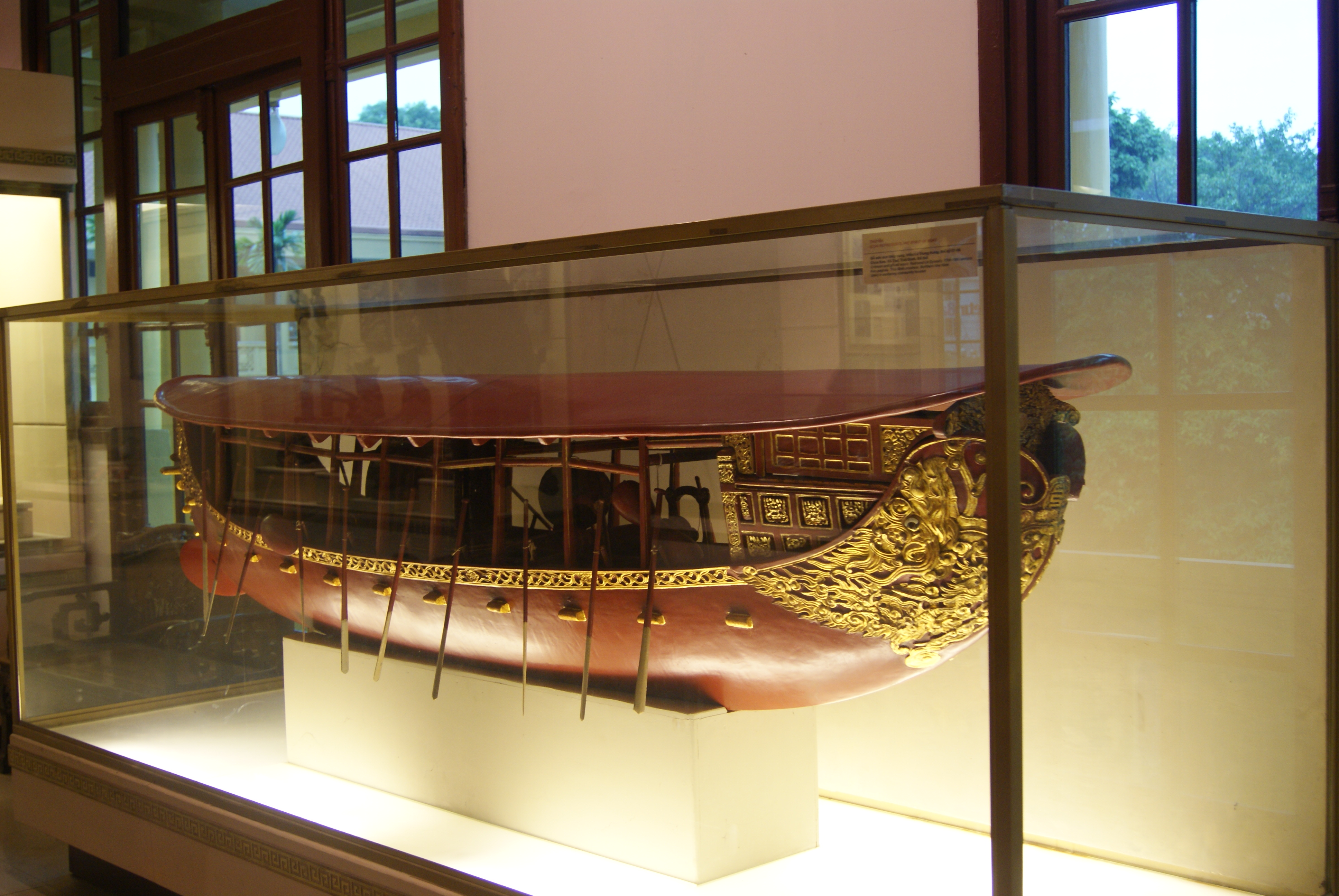
戦船の模型。17世紀タイビン省神光寺（vi:Chùa Keo）
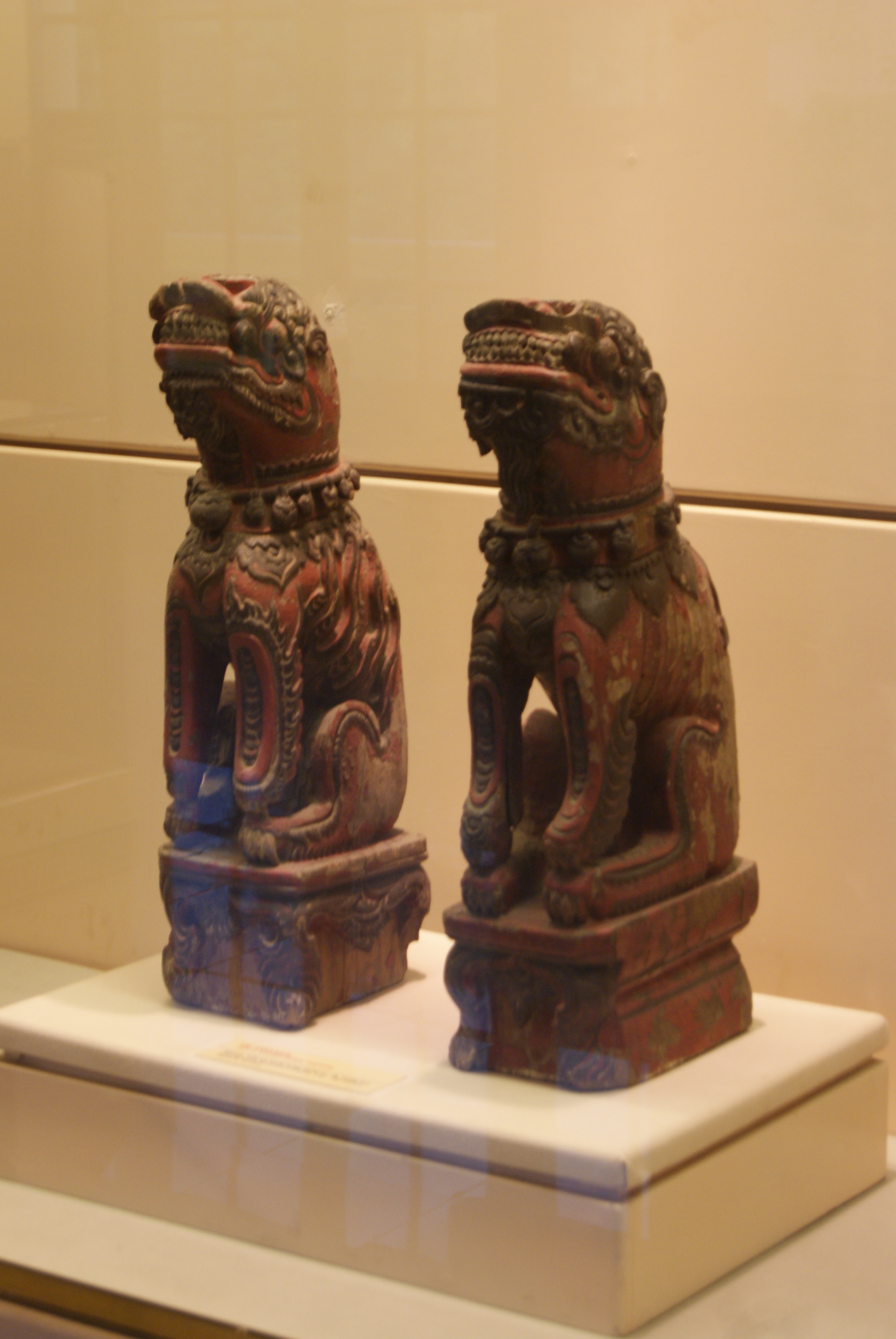
神話の生物「vi:Con Nghê」の像。朱と金の木製、18世紀。